# Renee Teppan
Renee Teppan (26 settembre 1993) è un pallavolista estone, opposto del Będzin.

## Carriera

### Club
La carriera di Renee Teppan inizia in patria, dove fa il suo esordio in Eesti Meistrivõistlused con il Pärnu, dove gioca per due annate, prima di trasferirsi al Duo, al quale si lega sempre per un biennio e con cui conquista uno scudetto. Nella stagione 2014-15 gioca nella Superlega italiana con la maglia del Città di Castello, mentre nella stagione seguente viene ingaggiato dal Tirol, dell'1. Bundesliga austriaca, dove resta per due annate e conquista altrettanti scudetti. 
Per il campionato 2017-18 si accasa alla Trentino, rientrando in forza nel campionato di Superlega, prima di trasferirsi nel campionato seguente allo Skra Bełchatów, in Polska Liga Siatkówki, aggiudicanosi la supercoppa polacca. Approda quindi per l'annata 2019-20 in Francia, dove disputa la Ligue A con lo Stade Poitevin: a stagione in corso viene però ceduto al Maaseik, nella Liga A belga, facendo infine ritorno in patria nel campionato 2021, quando firma per l'Audentese, con cui si aggiudica la coppa nazionale e la Baltic Volleyball League, venendo insignito del premio come MVP in quest'ultimo torneo. 
Nella stagione 2021-22 è ai turchi del Tokat, in Efeler Ligi, che lascia nel gennaio 2022 per finire l'annata nella Volley League greca con l'Olympiakos. Nella stagione seguente, invece, è di scena nel campionato cadetto polacco, indossando la casacca del Będzin.

### Nazionale
Con la nazionale under 20 partecipa alle qualificazioni al campionato europeo 2010 e 2012. Fa parte della selezione under 21 che prende parte al campionato mondiale 2013, terminando la competizione al diciassettesimo posto, passando dal torneo di qualificazione europeo.
Fa il suo esordio in nazionale maggiore nel 2014, partecipando alle qualificazioni al campionato europeo 2015. Un anno dopo vince la medaglia d'oro all'European League 2016. Nel 2018 invece si aggiudica la medaglia d'oro all'European Golden League, venendo premiato come MVP, e quella di bronzo alla Volleyball Challenger Cup.
Nel 2021 conquista il bronzo sempre all'European Golden League.

## Palmarès

### Club
- Campionato estone: 1

2014
- Campionato austriaco: 1

2015-16, 2016-17
- Coppa di Estonia: 1

2020
- Supercoppa polacca: 1

2018
- Baltic Volleyball League: 1

2020-21

### Nazionale (competizioni minori)
- European League 2016
- European Golden League 2018
- Volleyball Challenger Cup 2018
- European Golden League 2021

### Premi individuali
- 2018 - European Golden League: MVP
- 2021 - Baltic Volleyball League: MVP